# Ceciujîne, Kozelșciîna
Ceciujîne (în ucraineană Чечужине) este un sat în comuna Breusivka din raionul Kozelșciîna, regiunea Poltava, Ucraina.

## Demografie
Componența lingvistică a localității Ceciujîne
     Ucraineană (97,83%)
     Rusă (2,17%)
Conform recensământului din 2001, majoritatea populației localității Ceciujîne era vorbitoare de ucraineană (97,83%), existând în minoritate și vorbitori de rusă (2,17%).